# Lipbachmündung

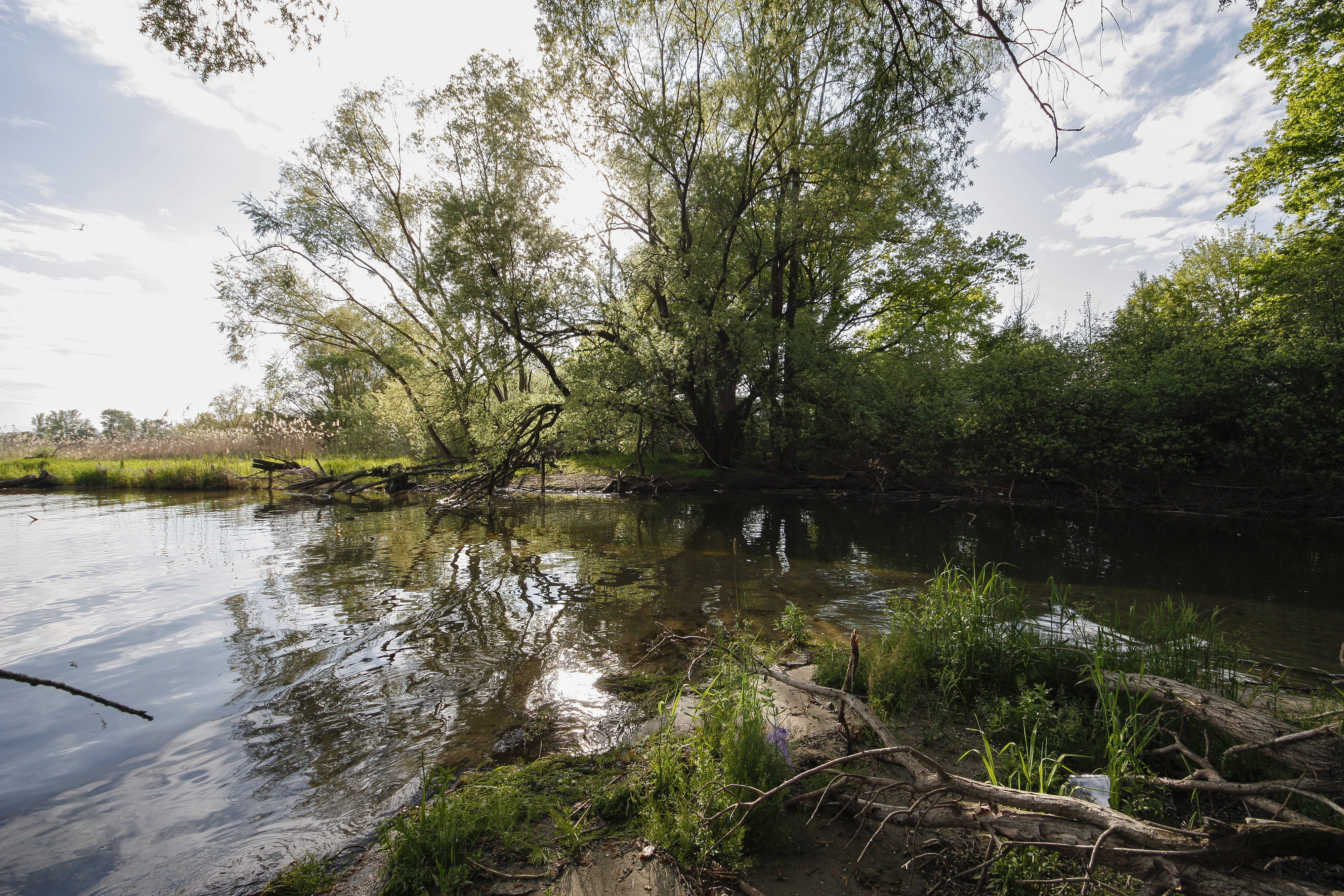
Mündung in den Bodensee (2016)

Das Gebiet Lipbachmündung ist ein mit Verordnung vom 17. Dezember 1982 des Regierungspräsidiums Tübingen ausgewiesenes Naturschutzgebiet (NSG-Nummer 4.102) im Gebiet der Stadt Friedrichshafen und der Gemeinde Immenstaad im baden-württembergischen Bodenseekreis in Deutschland.

## Lage
Das rund 16 Hektar (ha) große Naturschutzgebiet Lipbachmündung, im Osten Immenstaads, südlich der Bundesstraße 31 und westlich von Fischbach gelegen, gehört naturräumlich zum Bodenseebecken und liegt auf einer Höhe von 396 m ü. NN.

## Schutzzweck
Wesentlicher Schutzzweck des NSG Lipbachmündung ist die Erhaltung des Gehölzbestands sowie der Uferzone des Bodensees und der vorgelagerten Flachwasserzone am untersten Abschnitt des Lipbachs. Das Gebiet dient als Lebensraum zahlreicher seltener und zum Teil von Aussterben bedrohter Rast-, Überwinterungs- und Brutvogelarten sowie als Laichgebiet vieler Fischarten.

## Flora und Fauna

### Flora
Aus der schützenswerten Flora sind neben Erlen und Eichen unter anderem folgende Pflanzen zu nennen:
- die Mandel-Weide (Salix triandra), eine Pflanzenart aus der Familie der Weidengewächse
- die Silber-Weide (Salix alba), auch aus der Familie der Weidengewächse

### Fauna
Aus der schützenswerten Fauna sind folgende Tierarten (Auswahl) zu nennen:
- Der Haubentaucher (Podiceps cristatus), eine Vogelart aus der Familie der Lappentaucher
- Verschiedene Libellenarten